# Nevado del Huila
El Nevado del Huila, amb els seus 5.365 metres i ubicat al departament del Huila, és el volcà més alt de Colòmbia. Després de romandre inactiu més de 500 anys, el volcà va mostrar forts senyals d'activitat el 2007 i el 2008. El 20 de febrer del 2007 hi hagué més de 700 esdeveniments sísmics menors, i s'establí un estat d'alerta elevat pels departaments de Cauca, Huila, Caldas i Valle del Cauca. El volcà va entrar en erupció dues vegades l'abril del 2007, de nou l'abril del 2008 i un altre cop al novembre del mateix any. Qualsevol erupció hauria afectat les petites poblacions del voltant del volcà, sobretot Paéz, on els seus habitants encara recordaven l'erupció del Nevado del Ruiz que va destruir Armero.

## Erupció del 2007
El 18 d'abril de 2007 el volcà va entrar en erupció dues vegades, fet que va provocant allaus al riu Paéz. De retruc va pujar el nivell del Riu Magdalena. Es van evacuar més de 4.000 persones i no es van notificar cap pèrdua de vida.

## Activitat i erupció del 2008
El març del 2008 es reprengué l'activitat del Nevado del Huila. Després de molts terratrèmols en l'interior del volcà, les autoritats colombianes van declarar l'estat d'alerta nivell groc el 18 de març. Al cap d'onze dies es va elevar l'alerta a nivell taronja, que significa que s'esperava una erupció ens els dies o setmanes vinents. S'evacuà a centenars de persones. El 14 d'abril del 2008 a les 23:08 hi hagué una erupció de cendra, el govern va situar l'alerta al nivell vermell i va evacuar de 13.000 a 15.000 persones dels voltants de la muntanya. Aquest nivell d'alerta es mantingué fins al 16 d'abril, que es passà a taronja perquè havia disminuït l'activitat.
Segons l'Institut Colombià de Geologia i Mineria el 20 de novembre, a les 21.45 h, hora local, el volcà va entrar en erupció. Les autoritats de Colòmbia engegaren una evacuació a gran escala, malgrat que alguns habitants d'algunes ciutats d'hi van negar. Tampoc es va notificar la pèrdua de cap vida. El 23 de novembre la BBC, citant a les autoritats de Colòmbia, va anunciar que l'erupció havia provocat deu morts, que s'havien evacuat prop de 12.000 residents i que els serveis d'emergències eren incapaços de donar resposta a les moltes localitats remotes. L'erupció va provocar una allau de terra i escombralls que van fer malbé cases, ponts i cultius. Es veieren afectades per aquesta erupció les tres petites poblacions de Paicol, La Plata i Belalcázar juntament amb el riu Paez.